# Monster Bash
A Monster Bash (stilizálva MONSTER baSH) japán könnyűzenei fesztivál, a Csúgoku–Sikoku régió legnagyobb szabadtéri rockfesztiválja, melyet 2000. óta minden év augusztusában rendeznek meg a Szanuki Mannó Nemzeti Kormányzati Parkban.

## Fellépők

### 2000
| Dátum         | Fellépők |
| ------------- | --- |
| augusztus 20. | - Stale Fish Grab - The Zoobombs - Potshot - Penpals - Storm - Air - pre-school - Super Car - Polysics - Snail Ramp |

### 2001
| Dátum        | Fellépők |
| ------------ | --- |
| augusztus 1. | - Storm - pre-school - Hi-5 - Polysics - Triceratops - Air - Magokoro Brothers - Potshot                                    |
| augusztus 2. | - Gangzingloo - Tokió Shock Boys - Going Steady - Young Punch - Mongol800 - Penpals - The Boom - Snail Ramp - Jitterin’ Jin |

### 2002
| Dátum         | Stage Kúkai |
| ------------- | --- |
| augusztus 25. | - Japaharinet - Scrach 4 Jagger - Kisidan - HY - Snail Ramp - 175R - mach25 - Mongol800 - drug store cowboy - Penpals - Rize - Kecumeisi - Dragon Ash |

### 2003
| Dátum         | Stage Kúkai | Stage Rjúdzsin |
| ------------- | --- | --- |
| augusztus 23. | - Sound Schedule - Asian Kung-Fu Generation - Japaharinet - Flow - B-Dash - The Back Horn - HY - Kick the Can Crew - Baho - Penpals - Tokyo Ska Paradise Orchestra | - Big Hand Family - Storm - Csúburari - Gangzingloo - Musha×Kusha - The Pan - Highway61 - The Inazuma Szentai     |
| augusztus 24. | - Bivattchee - Vakuszei - Taijó-zoku - Road of Major - Stance Punks - Go!Go!7188 - GaGaGa SP - Elephant Kashimashi - O.P. King - Kecumeisi - The High-Lows         | - Prinkish Space - Force B - F→C Large Selection - Fine Chop - Counter Blow - The Crane Fly - Noweed - Full Monty |

### 2004
| Dátum         | Stage Kúkai | Stage Rjúdzsin |
| ------------- | --- | --- |
| augusztus 21. | - The Mass Missile - Asian Kung-Fu Generation - Grapevine - Szokabe Keiicsi with Tanaka Aki+Takano Iszao - Hanare Gumi - Ulfuls - Jamazaki Maszajosi - HY - Japaharinet | - Possibility - Source - Sambomaster - Yakozen - Suneohair - bonobos - Scoobie Do - Sónan no kaze - The High-Lows                 |
| augusztus 22. | - Maximum the Hormone - Orange Range - Pe’z - Going Under Ground - Husking Bee - Master Low - Acidman - Zazen Boys - Spitz - Kecumeisi - Kisidan                        | - Gangzingloo - Cubaki - Flower Companyz - Cubakija Quartette - The Neatbeats+Kurahara Kazujuki+Okuno Sinja - B-Dash - Ellegarden |

### 2005
| Dátum         | Stage Kúkai | Stage Rjúdzsin                                                           |
| ------------- | --- | ------------------------------------------------------------------------ |
| augusztus 27. | - Panorama Afro - Kemuri - Rize - Orange Range - 100s - Dragon Ash - Rosso - Ellegarden - Tokyo Ska Paradise Orchestra                 | - detroit7 - locofrank - The Crane Fly - The Band Apart - Koologi        |
| augusztus 28. | - Doping Panda - Sambomaster - Mongol800 - Magokoro Brothers - Ging Nang Boyz - Sónan no kaze - Jaida Hitomi - RIP Slyme - Japaharinet | - Szaszuke - Mizócsi - Szekaiicsi - The Inazuma Szentai - Beat Crusaders |

### 2006
| Dátum         | Stage Kúkai | Stage Rjúdzsin |
| ------------- | --- | --- |
| augusztus 26. | - Shakalabbits - Maximum the Hormone - The Inazuma Szentai - Pe’z - 10-Feet - the pillows - Straightener - Overground Acoustic Underground - Ellegarden | - Jamato-szei Jeronimo & Love Guerrilla Experience - Chatmonchy - Osio Kótaró - nipporihito - Wrong Scale - moonriders - Doping Panda |
| augusztus 27. | - Thmlues - Kimura Kaela - Kreva - Katteni-sijagare - Beat Crusaders - Hirai Ken (titkos vendég) - Josii Kazuja - HY - Sónan no kaze                    | - mu’le - Mizócsi - Depapepe - Fumidó - Soul’d Out - The Back Horn                                                                    |

### 2007
- Forrás:[1]

| Dátum         | Stage Kúkai | Stage Rjúdzsin                                                        |
| ------------- | --- | --------------------------------------------------------------------- |
| augusztus 25. | - No Regret Life - Chatmonchy - The Band Apart - Ging Nang Boyz - Kikkava Kódzsi - Ellegarden - Ai - Asian Kung-Fu Generation - Beat Crusaders | - One Ok Rock - Lunkhead - Hige - Base Ball Bear - Funky Monkey Babys |
| augusztus 26. | - Captain Straydum - Mongol800 - Japaharinet - Kimura Kaela - Maximum the Hormone - Chara - Ulfuls - Tokyo Ska Paradise Orchestra - Dragon Ash | - Superfly - The 50kaitenz - Seamo - Polysics - Rize                  |

### 2008
- Forrás:[2]

| Dátum         | Stage Kúkai | Stage Rjúdzsin                                                                                  |
| ------------- | --- | ----------------------------------------------------------------------------------------------- |
| augusztus 23. | - Monobright - Funky Monkey Babys - Monkey Majik - Low IQ 01 & Master Low - Szuga Sikao - Beat Crusaders - Grapevine - Acidman - Ellegarden      | - Glory Hill - 9mm Parabellum Bullet - Your Song Is Good - Sambomaster - Dohacuten - Go!Go!7188 |
| augusztus 24. | - Nico Touches the Walls - Doping Panda - Chatmonchy - Elephant Kashimashi - HY - Hotei Tomojaszu - Maximum the Hormone - Brahman - Straightener | - Gangzingloo - Su-xing-cyu - Szató Taidzsi - Perfume - Cucsija Anna - Ling tosite sigure       |

### 2009
- Forrás:[3]

| Dátum         | Stage Kúkai | Stage Rjúdzsin |
| ------------- | --- | --- |
| augusztus 22. | - Unison Square Garden - Beat Crusaders - Hige - the pillows - Koizumi Kjóko - Izumija Sigeru - The Hiatus - Kisidan - Dragon Ash                           | - Who the Bitch - lego big morl - Rock’a’Trench - Nothing’s Carved in Stone - Ryukyudisko - Kimaguren - Magokoro Brothers |
| augusztus 23. | - Karijusi58 - 9mm Parabellum Bullet - Aqua Timez - Acidman - Begin - Maximum the Hormone - Elephant Kashimashi - Tokyo Ska Paradise Orchestra - Chatmonchy | - knotlamp - Oceanlane - Hata Motohiro - Su-xing-cyu - DJ Kaori - dustbox - The Band Apart                                |

### 2010
- Forrás:[4]

| Dátum         | Stage Kúkai | Stage Rjúdzsin                                                                                             |
| ------------- | --- | --- |
| augusztus 21. | - Bigmama - Straightener - Seamo - Orange Range - Beat Crusaders - Kató Miliyah - The Predators - Chatmonchy - The Back Horn         | - avengers in sci-fi - andymori - Abe Mao - Okamoto’s - One Ok Rock - ET-King - The Bawdies                |
| augusztus 22. | - Su-xing-cyu - Base Ball Bear - Nico Touches the Walls - Perfume - Dohacuten - Mongol800 - Love Psychedelico - Superfly - Kecumeisi | - Galileo Galilei - GaGaGa SP - Sekai no Owari - Kobajasi Taró - Han-kun - Kuroneko Chelsea - Good4Nothing |

### 2011
- Forrás:[5][6]

| Dátum         | Stage Kúkai | Stage Rjúdzsin                                                                                            |
| ------------- | --- | --- |
| augusztus 20. | - a flood of circle - Dragon Ash - HY - Sambomaster - The Bawdies - Sukima Switch - Cocco - The Hiatus - 9mm Parabellum Bullet                                | - back number - Shakalabbits - Kegava no Maries - Hata Motohiro - the telephones - One Ok Rock - clammbon |
| augusztus 21. | - Champagne - Su-xing-cyu - Perfume - Nanba Akihiro - Tokyo Ska Paradise Orchestra - Szano Motoharu & The Coyote Band - Maximum the Hormone - Kreva - Acidman | - Man with a Mission - Monobright - Negoto - Fact - Kuszuó - Bigmama - Nothing’s Carved in Stone          |

### 2012
- Forrás:[7]

| Dátum         | Stage Kúkai | Stage Rjúdzsin                                                                                | Stage Csa-dó |
| ------------- | --- | --------------------------------------------------------------------------------------------- | --- |
| augusztus 25. | - The Love Ningen - Man with a Mission - Straightener - Chatmonchy - The Bawdies - Flying Kids×Bose (Scha Dara Parr) - Kimura Kaela - Maximum the Hormone - Asian Kung-Fu Generation | - A.F.R.O - SiM - Karijusi58 - Unison Square Garden - Def Tech - Polysics - Su-xing-cyu       | - Mukai Sútoku Acoustic & Electric - YeYe - Scoobie Do - miwa - Permanents (Tanaka Kazuo & Takano Iszao from Grapevine) - Dohacuten & The Acoustic Vacation |
| augusztus 26. | - tricot - Mongol800 - Champagne - Angela Aki - The Back Horn - the telephones - The Hiatus - Kecumeisi - Superfly                                                                   | - HaKU - Spyair - coldrain - Miyavi - back number - Hidaka Tóru (együttessel) - Oda Kazumasza | - Kadzsi Hideki - Iszobe Maszafumi with Friends - Cudzsi Ajano - Magokoro Brothers - Pia-no-jaC - Macumoto Szó Mombus Special Session                       |

### 2013
- Forrás:[8]

| Dátum         | Stage Kúkai | Stage Rjúdzsin | Stage Csa-dó                                                                         |
| ------------- | --- | --- | ------------------------------------------------------------------------------------ |
| augusztus 24. | - Buzz the Bears - Tokyo Ska Paradise Orchestra - flumpool - One Ok Rock - RIP Slyme - Dragon Ash - Spitz - 9mm Parabellum Bullet - The Hiatus                    | - Air Swell - Hey-Smith - Mijazava Kazafumi & Triceratops - Hime Kyun Fruit Kan - Nothing’s Carved in Stone - Su-xing-cyu - Hirai Ken | - Karijusi58 - Caravan - Curu - Baba Tosihide - Pia-no-jaC - Going Under Ground      |
| augusztus 25. | - Knock Out Monkey - the telephones - SiM - back number - Dohacuten Sanuki de Vassoi Special - Sambomaster - Maximum the Hormone - Man with a Mission - Mongol800 | - Hemenway - White Ash - 0.8-bjó to sógeki - CreepHyp - Sonar Pocket - J - Special Others                                             | - Unchain - Isizaku Harui - Flower Companyz - Szakai Jú - Andó Júko - The Band Apart |

### 2014
- Forrás:[9]

| Dátum         | Stage Kúkai | Stage Rjúdzsin                                                                                             | Stage Csa-dó | Monster Circus MbS CIRCUS presented by SMA 40th -モンバス15の夏- |
| ------------- | --- | --- | --- | --- |
| augusztus 23. | - Blue Encount - Superfly - Chatmonchy - 9mm Parabellum Bullet - Kecumeisi - miwa - Kobukuro - Kimura Kaela - Tokyo Ska Paradise Orchestra - The Hiatus        | - Happy - Good Morning America - Geszu no kivami otome - coldrain - The Back Horn - Acidman                | - Cozzak Maeda (GaGaGa SP) - Curu - TarO&JirO - Fumidó - Nakamura Kazujosi                                                                     | - Polysics - asobius - Mo’some Tonebender - Totalfat - Bigmama - the telephones |
| augusztus 24. | - Keytalk - back number - Mongol800 - Porno Graffitti - Funky Kató - Asian Kung-Fu Generation - Maximum the Hormone - Sónan no kaze - Dragon Ash - Su-xing-cyu | - Shishamo - Kjúszó nekokami - cinema staff - Stardust Revue - Fear, and Loathing in Las Vegas - Kana-Boon | - Chatmonchy - Aszano Só - Macumoto Szó vendég: bird/Teranaka Tomomasza (Keytalk) - Takehara Pistol - Szudó Tosi/Furukava Jutaka/Keishi Tanaka | - The Inazuma Szentai - Okamoto’s - Negoto - Tosio Toro (The Inazuma Szentai to Okamoto’s) - Magokoro Brothers - Neboke (Szavamura Szajako, Aojama Szacsiko, Maszuda Mizuki (Negoto)×Horinoucsi Daiszuke (Base Ball Bear)) - Unison Square Garden - Oka-sin - Puffy - Unison Square Garden with Puffy - Base Ball Bear |

### 2015
- Forrás:[10][11]

| Dátum         | Stage Kúkai | Stage Rjúdzsin | Stage Csa-dó | Monster Circus -欲張りSu-xing-cyu団長の真夏のサーカス団-                                                                 |
| ------------- | --- | --- | --- | --- |
| augusztus 22. | - 04 Limited Sazabys - SiM - CreepHyp - Perfume - Kjúszó nekokami - 10-Feet - Quruli - Man with a Mission - Kisidan      | - Longman - Blue Encount - Rottengraffty - indigo la End - Monoeyes - Jonezu Kensi - Nothing’s Carved in Stone                    | - D.W. Nichols - Takehara Pistol - Mori Megumi - Ukulele Gypsy (Kijoszaku from Mongol800) - Macumoto Szó×Depapepe Mombus Special Session | - Totalfat - C&K - Seamo - Yoshi Funk Jr. - Magokoro Brothers - Sambomaster - Su-xing-cyu                                |
| augusztus 23. | - Arukara - Chatmonchy - Kyary Pamyu Pamyu - Elephant Kashimashi - Alexandros - back number - Kana-Boon - the telephones | - Joru no honki Dance - Passepied - Keytalk - The Oral Cigarettes - Knock Out Monkey - Shishamo - Fear, and Loathing in Las Vegas | - Kimjó Reirató - Aszano Só×Jamabe Jaszusi - Hamamata Jóhei - Frontier Backyard - Special Others Acoustic                                | - Frederic - Nico Touches the Walls - Frankie8 (Flower Companyz×Scoobie Do) - Furuja Kendzsi - The Bawdies - Su-xing-cyu |

### 2016
- Forrás:[12][13]

| Dátum         | Stage Kúkai | Stage Rjúdzsin                                                                                | Stage Csa-dó | Monster Circus |
| ------------- | --- | --------------------------------------------------------------------------------------------- | --- | --- |
| augusztus 20. | - Super Beaver - Keytalk - Kjúszó nekokami - Shishamo - Dragon Ash - Sónan no kaze - Sambomaster - Kana-Boon             | - Shank - Joru no honki Dance - Buzz the Bears - C&K - go!go!vanillas - The Bonez - Hey-Smith | - Ucsú Mao - The Screen Tones mini - Fudzsivara Szakura - Boku no Lyric no bójomi - H Zettrio - The Inazuma Szentai | - Okada Júta - Zainicsi Funk - The Oral Cigarettes - Charisma.com - Japaharinet - CreepHyp - Acidman - The Back Horn |
| augusztus 21. | - lovefilm - Unison Square Garden - 9mm Parabellum Bullet - Mongol800 - Blue Encount - Misia - Funky Kató - Orange Range | - Pan - Longman - Mrs. Green Apple - Crossfaith - Totalfat - Frederic - My Hair Is Bad        | - Katahira Rina - Nakata Júdzsi - Ueda Marie - Aszano Só×Jamabe Jaszusi - NakamuraEmi - Su-xing-cyu                 | - Szanuki Mannó Taiko Hozon-kai - Karijusi58 - Bigmama - Sukima Switch - Miyavi - Han-kun - Spyair - Rottengraffty   |

### 2017
- Forrás:[14][15]

| Dátum         | Stage Kúkai | Stage Rjúdzsin | Stage Csa-dó | Monster Circus | Monster Circus+                                                                     |
| ------------- | --- | --- | --- | --- | ----------------------------------------------------------------------------------- |
| augusztus 19. | - Lamp in Terren - Su-xing-cyu - 10-Feet - Monoeyes - Porno Graffitti - Wanima - Radwimps - Asian Kung-Fu Generation     | - sympathy - Okazaki Taiiku - yonige - sumika - Boku no Lyrics no bójomi - Jabai T-shirt-jaszan - Super Beaver       | - ReN - Moroha - Vakadanna - Ozaki Szekaikan - Kisitani Kaori - Pan                                                       | - Shout it Out - Frederic - Scandal - 9mm Parabellum Bullet - Shishamo - Quruli - Ukulele Gypsy - coldrain - BiSH                        | - Pot - Macaroni enpicu - Oisicle Melonpan - Sancy Dog - Hump Back - Cubaki Friends |
| augusztus 20. | - Dizzy Sunfist - 04 Limited Sazabys - Acidman - The Oral Cigarettes - SiM - Maximum the Hormone - Keytalk - back number | - Friends - Six Lounge - Northern19 - Szuijóbi no Campanella - Fudzsivara Szakura - G-Freak Factory - My First Story | - Ómori Szeiko - Ozaki Hiroja - Skoop on Somebody - Mon-kicsi - Kimura Kaela - Takehara Pistol - Szugavara Takuró Session | - Sunrise in my Attache Case - Arukara - go!go!vanillas - RIP Slyme - Begin - Special Others - Chatmonchy - My Hair Is Bad - Su-xing-cyu | - Hime Kyun Fruit Kan - The Mayth - Hamamata Jóhei - Buzz the Bears - Polysics      |